# Motown (spillesteder)
Motown var et spillested i Aarhus beliggende i Frederiksgade 72.
Motown lå i de gamle lokaler, der tidligere havde huset Jyllands-Postens trykkeri. Stedet blev drevet af Palle Brøgger og om dagen var der undervisning i dans ved Brøggers danseskole. Den første inkarnation hed Boom. Her spillede mange store og anerkendte både navne fra ind-og udland bl.a. Iron Butterfly engang sidst i tresserne. Derefter kom stedet til at hedde Box 72, og var hovedsagelig diskotek. 
Omkring 1980 skiftede stedet navn til Motown. Mange forskellige danske og udenlandske bands optrådte, bl.a. Huey Lewis i 1984.
Senere blev der igen diskotek under et nyt navn, først som Diskotek Alexis, og fra 1994 som David Crockett.
Det var her bokseren Racheed Lawal blev dræbt, mens han var på arbejde som dørmand.
Stedet har fra tid til anden dannet ramme om adskillige voldsepisoder, mens det eksisterede.